# Championnat d'Océanie féminin de handball
Le Championnat d'Océanie féminin de handball (officiellement Oceania Handball Nations Cup) est une compétition de handball opposant les différentes équipes féminines d'Océanie et organisée par la Fédération du continent océanien de handball (OCHF). En plus de déterminer le champion continental, le tournoi était directement qualificatif pour les championnats du monde jusqu'en 2015.
Depuis 2018, l'Australie et la Nouvelle-Zélande prennent part aux Championnats d'Asie.

## Palmarès
| Année | Pays Hôte                    | Part. | Champion  | Score   | Finaliste        |
| ----- | ---------------------------- | ----- | --------- | ------- | ---------------- |
| 1997  | Melbourne, Australie         | 2     | Australie | 49 - 22 | Nouvelle-Zélande |
| 2005  | Sydney, Australie            | 2     | Australie | 69 - 29 | Nouvelle-Zélande |
| 2007  | Sydney, Australie            | 2     | Australie | 63 - 29 | Nouvelle-Zélande |
| 2009  | Brisbane, Australie          | 4     | Australie | Poule   | Queensland       |
| 2011  | Wellington, Nouvelle-Zélande | 2     | Australie | 47 - 28 | Nouvelle-Zélande |
| 2013  | Wellington, Nouvelle-Zélande | 2     | Australie | 50 - 35 | Nouvelle-Zélande |
| 2016  | Sydney, Australie            | 2     | Australie | 57 - 21 | Nouvelle-Zélande |
| 2018  | Sydney, Australie            | 2     | Australie | 28 - 12 | Nouvelle-Zélande |

## Liens
Site officiel de la fédération océanienne de handball